# Heerlijkheid Konzenberg
Heerlijkheid Konzenberg was een heerlijkheid binnen het Heilige Roomse Rijk.
De heerlijkheid Konzenberg bij Wurmlingen (bij Tuttlingen) was oorspronkelijk een Rijksgoed, waartoe behoorden oorspronkelijk Oberflacht, Seitlingen, Weilheim en Frittlingen. In 1300 werd Wurmlingen toegevoegd en in de zeventiende eeuw Durchhausen.
Van het Rijk kwam de heerlijkheid aan de heren van Wartenberg  en daarna door huwelijk aan de familie First von Hirscheck. Deze verkocht de heerlijkheid in 1300 aan het domkapittel van Konstanz. Het domkapittel bezat de halsheerlijkheid, maar niet de landshoogheid. De laatste was aan Oostenrijk. De heerlijkheid werd van 1328 tot 1460 achtereenvolgens verpand aan de heren van Reischach, de heren van Hewen en aan de graven van Nellenburg. In 1600 werd de heerlijkheid door het domkapttel aan de domproosdij Konstanz verkocht. 
Poging om een zetel te krijgen in de Zwabische Kreits zijn niet gelukt.
In de Reichsdeputationshauptschluss van 25 februari 1803 wordt de heerlijkheid niet vermeld. Samen met het prinsbisdom Konstanz wordt ze bij het keurvorstendom Baden gevoegd.
In het verdrag van 17 oktober 1806 tussen Baden en het koninkrijk Württemberg werd de grens genormaliseerd. In artikel V staat Baden aan Württemberg af: Weilheim, Wurmlingen, Seitingen, Oberflacht en Durchhausen, welke samen de heerlijkheid Konzenberg vormen.